# Arte dei Giudici e Notai
L'Arte dei Giudici e Notai è stata una delle Arti Maggiori delle corporazioni di Arti e mestieri di Firenze.

## Storia

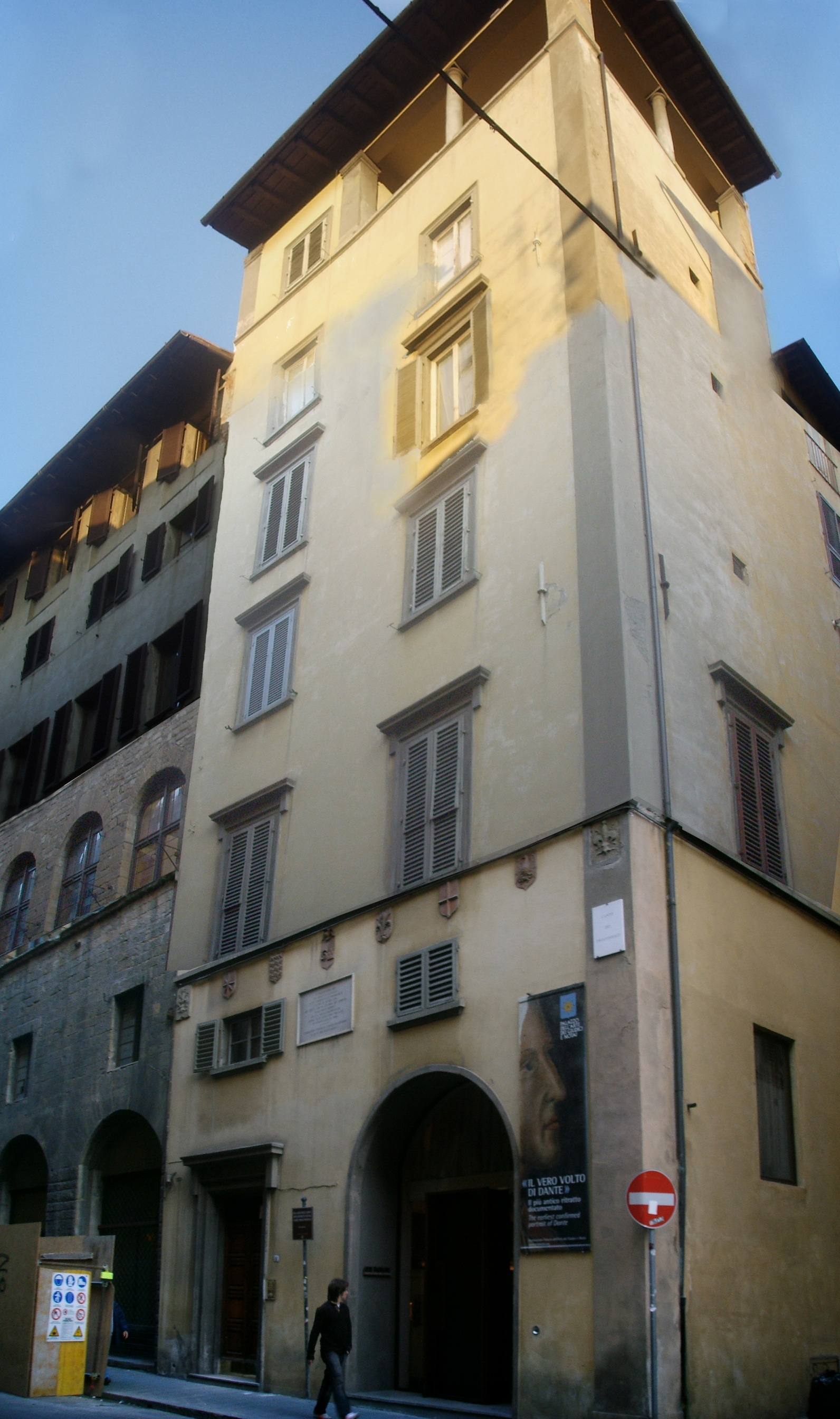
Il palazzo dell'Arte dei Giudici e Notai

Le prime notizie riguardanti questa corporazione risalgono al 1212 e pur non esercitando un'attività commerciale ma l'arte liberale della Giurisprudenza, fu una tra le più potenti e prestigiose della città. 
La massima carica all'interno dell'arte era il Proconsolo, un sorta di console anziano, che dirimeva le controversie e sorvegliava gli altri membri. Nel Trecento il proconsolo venne investito di un'autorità superiore, diventando il rappresentante di tutte le ventuno corporazioni di Firenze e la terza carica più importante del Comune, dopo il Gonfaloniere di Giustizia e la Signoria. 
Dal 1269 è attestata come sede la cripta di Santo Stefano di Badia, e dal 1275 la torre del Bargello, a cui seguì la chiesa di San Procolo, dal 1304. Si tratta di edifici tutti gravitanti la stessa zona di via del Proconsolo, dove infine l'Arte costruì, entro il XV secolo, un proprio palazzo, tuttora esistente. 
L'arte dei Giudici e Notai venne soppressa nel 1777 dal granduca lorenese Pietro Leopoldo, che ne passò le prerogative prima al Conservatore delle Leggi e poi al Tribunale Supremo di Giustizia.

## Organizzazione interna

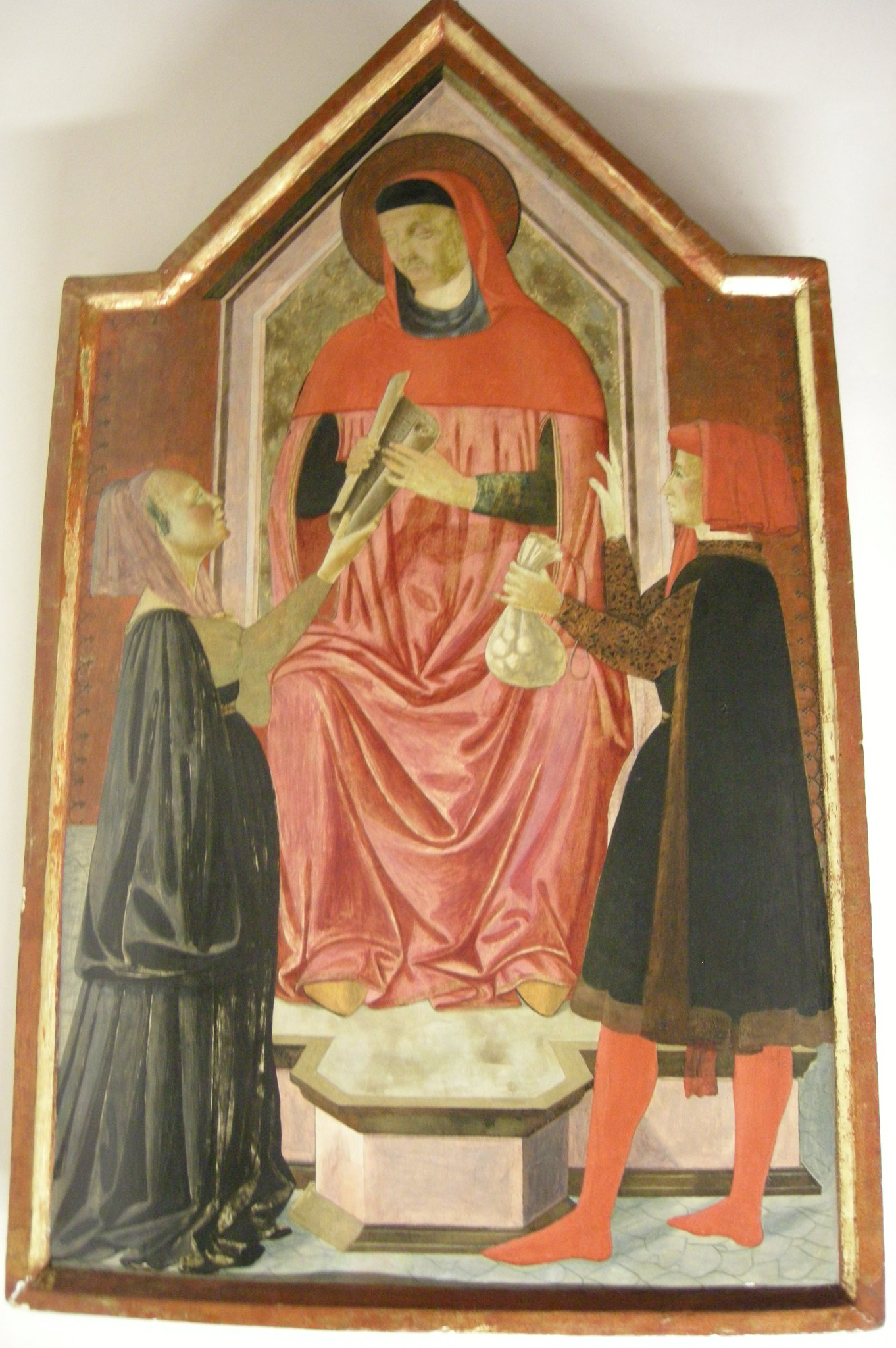
Pala di Sant'Ivo, al Museo dell'Opera del Duomo (il santo amministra la giustizia indossando la tipica veste di giudici e notai)

L'accesso per le nuove matricole non era semplice, perché per esercitare la professione era richiesto un lungo periodo di preparazione e studio, che soltanto le famiglie più ricche potevano permettersi. L'immatricolazione era innanzitutto subordinata alla verifica di certi requisiti personali e morali dei candidati: non erano infatti ammessi ebrei, chierici, figli illegittimi, insegnanti elementari, forestieri e per quasi tutto il XIII secolo, chiunque non si dichiarasse apertamente di parte guelfa. L'età minima per accedere all'Arte era di vent'anni, che poteva scendere a diciotto se si era figli di un giudice o di un notaio già iscritto.
Le due carriere erano comunque ben distinte fin dal momento dell'iscrizione, per cui chi esercitava la professione di giudice o avvocato si impegnava categoricamente a non svolgere nessuna funzione riconducibile a quella del notaio e viceversa. Inoltre, le modalità di ammissione alla corporazione erano diverse per le due categorie; i giudici, essendo dottori in legge, dovevano semplicemente versare la tassa d'iscrizione, mentre ai notai era richiesto il superamento di tre severissimi esami per accertare la loro idoneità.
La massima carica all'interno dell'arte era il proconsolo, che doveva avere almeno quarant'anni, essere iscritto da venti alla corporazione ed esserne stato console. Il proconsolo restava in carica per quattro mesi ed aveva il compito di dirimere ogni eventuale controversia tra i soci e vigilare sulla loro buona condotta, anche se non aveva il potere di espellere nessuno degli appartenenti, pena che poteva essere inflitta solo dal Collegio dei Consoli. 
Il Collegio era composto da otto membri, due giudici e sei notai; questa apparente disparità numerica rispecchiava invece la proporzione tra il numero effettivo dei giudici e dei notai iscritti; il numero dei notai che esercitavano la professione fu sempre di molto superiore a quella dei giudici, tanto che nel 1339, si contavano ottanta giudici e seicento notai su una popolazione che raggiungeva quasi i centomila abitanti.
Il proconsolo, pur trattandosi di un magistrato, era scelto soltanto tra i notai e mai tra i giudici, proprio per rispettare la proporzione tra il numero degli iscritti. 
L'appartenenza all'Arte dei Giudici e Notai era un segno distintivo nella società dell'epoca, e si mostrava anche nell'abbigliamento; giudici, avvocati e notai indossavano la guarnacca, un abito lungo di colore rosso e un berretto di panno dello stesso colore con la pelliccia; i giudici erano riveriti con l'appellativo dominus, riservato anche ai cavalieri, mentre gli avvocati ed i notai facevano precedere il proprio nome da un più generico "ser"; nel Cinquecento, Machiavelli, utilizza ancora questi appellativi onorifici che compaiono in un dialogo della Mandragola tra Nicia e Callimaco, rispettivamente dottore ed avvocato:
(Niccolò Machiavelli, La Mandragola)

### I giudici

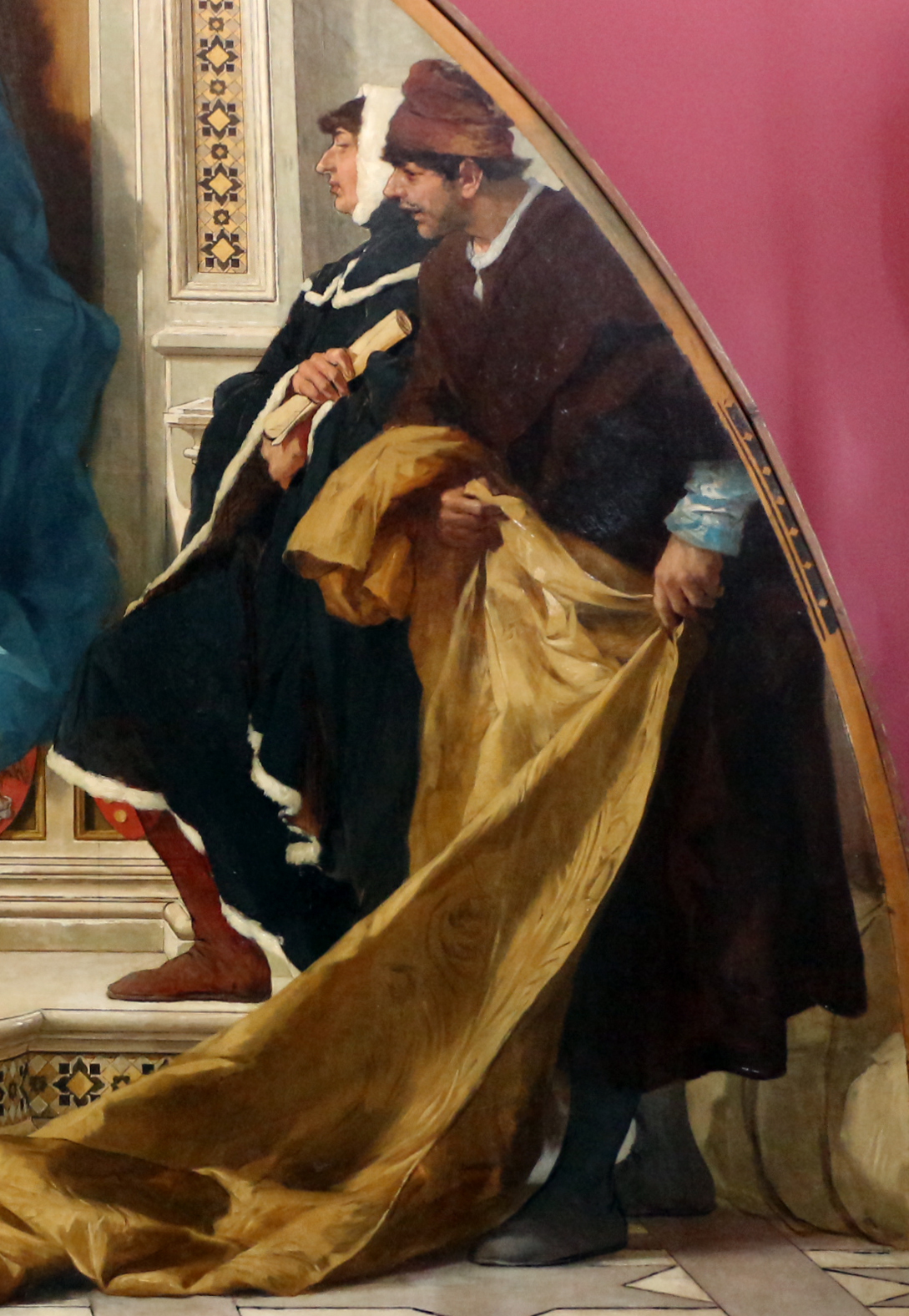
Rappresentanti delle arti dei Giudici e Notai e della Seta nel cartone di Nicolò Barabino per la lunetta destra della facciata del Duomo di Firenze

Per garantire l'imparzialità nei processi, i giudici che presiedevano le corti di giustizia fiorentine erano di norma forestieri, per cui i giudici fiorentini esercitavano le loro funzioni in altri Comuni, entrando spesso a far parte del seguito dei Podestà insieme ad alcuni notai e cavalieri.
Le pene comminate dai giudici medievali erano generalmente molto dure ed appaiono ai nostri occhi oggi, anche molto crudeli; la tortura era praticata normalmente per estorcere la confessione, mentre il codice penale fiorentino prevedeva la fustigazione per i bestemmiatori, l'evirazione per gli omosessuali, la decapitazione o l'impiccagione per gli assassini ed il taglio della mano per i ladri e chi si macchiava del reato di falso, che poteva essere inflitta sia ai notai che ai cambiatori di monete.
La celebre gogna venne istituita solo a partire dagli inizi del Cinquecento; il condannato veniva esposto al pubblico ludibrio, con la gola e le braccia strette a una catena di ferro appesa alla Colonna dell'Abbondanza al Mercato Vecchio (oggi Piazza della Repubblica).
Le condanne a morte venivano eseguite al di fuori delle mura cittadine in corrispondenza di Porta alla Croce, l'odierna Piazza Beccaria; i condannati erano accompagnati su un carretto che percorreva la Via dei Malcontenti e giungeva al prato della Giustizia su cui erano montate delle forche e patiboli permanenti; oltre alla decapitazione, l'impiccagione ed il rogo, una delle pene più orribili era la propaggine, una buca in cui il reo veniva seppellito ancora vivo a testa in giù.
La pena di morte venne abolita dal granduca Pietro Leopoldo nel 1782, che rende il merito alla Toscana di essere stato il primo stato abolizionista nel mondo.

### I notai

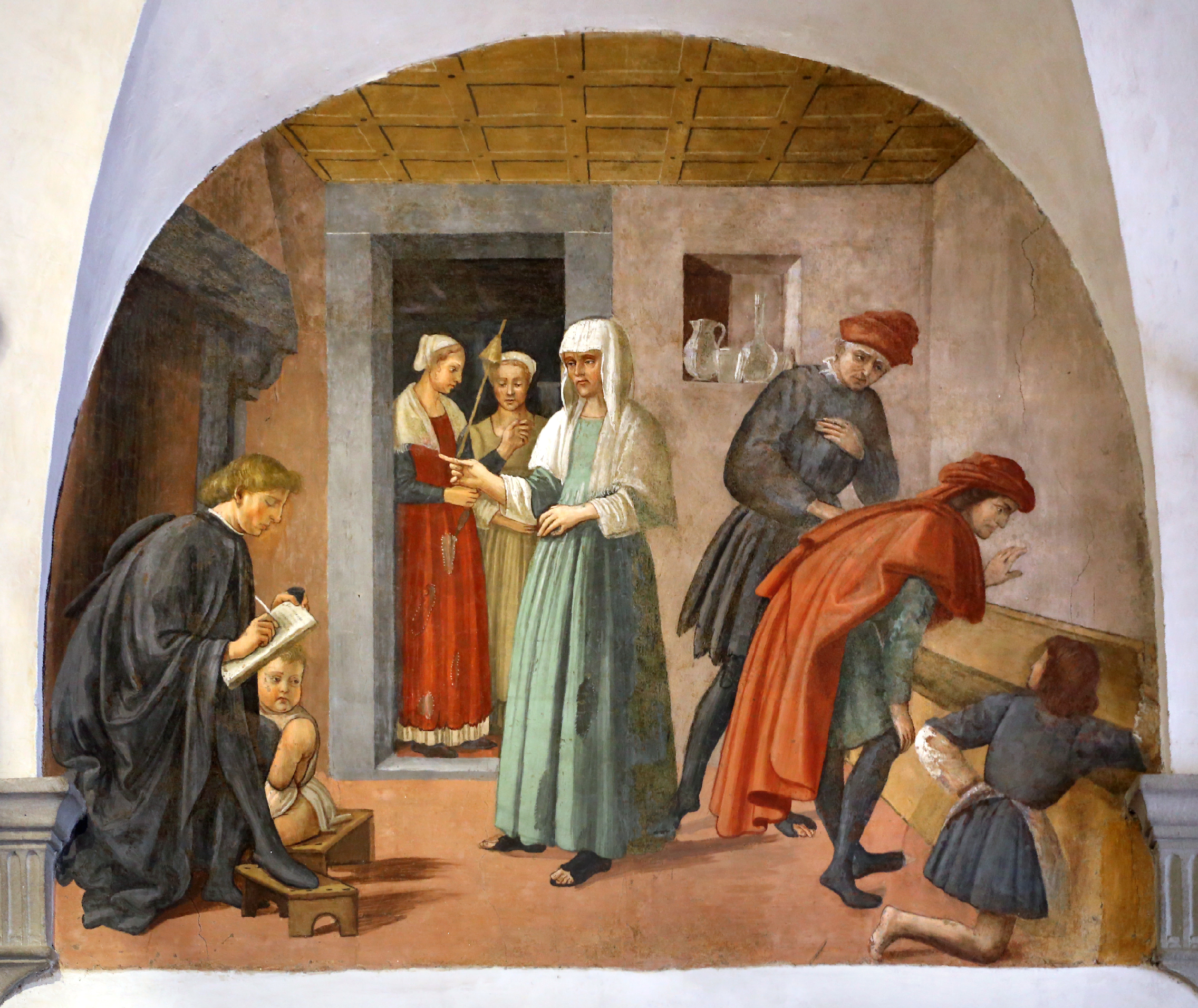
Un notaio redige un inventario, oratorio dei Buonomini di San Martino, Firenze

Il periodo di formazione dei futuri notai era molto lungo e difficoltoso; i giovani aspiranti infatti, dovevano frequentare i corsi dell'Università di Bologna o di Padova, oppure quelli dello Studio fiorentino, dove non solo venivano impartiti gli insegnamenti di diritto e giurisprudenza, ma anche quelli di grammatica e lingua latina, indispensabili per la redazione degli atti pubblici ed ufficiali; queste conoscenze erano esaminate da una commissione composta da 4 notai durante il primo dei tre esami previsti per l'ammissione all corporazione.
Ne seguiva un secondo, sostenuto davanti ai consoli dell'Arte e a chi tra i suoi iscritti avesse voluto partecipare; infine il terzo esame, sempre pubblico, accertava definitivamente il possesso dei requisiti necessari all'esercizio della professione, verificando sia padronanza delle norme contenute nel Formulario (un manuale di formule necessarie per la compilazione dei documenti notarili), che quella della lingua volgare.
Quest'ultima prova era sostenuta davanti ad un collegio composto da otto membri della corporazione e se il giudizio era positivo, il candidato poteva finalmente prestare giuramento ed essere iscritto nelle matricole.
Il lavoro del notaio, esattamente come avviene oggi, consisteva prevalentemente nella stesura e nella registrazione di atti ufficiali e pubblici: sia che si trattasse di contratti, transazioni, inventari, rogiti o testamenti, il grado di preparazione e le competenze tecniche li resero collaboratori ideali delle istituzioni cittadine ed il tramite necessario fra il popolo, in larga misura analfabeta e le carte necessarie a far valere i propri diritti.
In una prima fase, il notaio incontrava le parti e prendeva nota delle richieste dei contraenti su dei fogli volanti o dei libretti tascabili e successivamente redigeva l'atto completo, abbreviando solo le formule ripetitive; questo documento era chiamato imbreviatura, redatto su un registro autenticato che già di per sé aveva valore giuridico, doveva essere periodicamente consegnato ad un archivio apposito e di cui il notaio doveva conservare una copia. Una volta datane lettura alle parti, queste potevano scegliere se farlo nuovamente redigere in bella copia, oppure lasciarlo in custodia alla bottega del notaio; questa seconda soluzione era in genere quella prevalente, sia per risparmiare sul compenso dovuto, che per evitare che l'atto potesse andare perduto o danneggiato.
Il lavoro del notaio veniva spesso svolto nella sua abitazione, in una stanza adibita all'esercizio della professione, ma alcuni avevano una vera e propria bottega, generalmente ubicata in centro, vicino al palazzo comunale o nei pressi delle chiese principali; per quanto riguarda i compensi, gli onorari relativi alle prestazioni venivano pagati in denari o in natura, sotto forma di formaggi, dozzine di uova, selvaggina, cacciagione o una botticella di buon vino rosso.
Nelle città che vissero un'intensa esperienza comunale, le istituzioni pubbliche si rivolsero con sempre maggiore frequenza a questa categoria di professionisti laici per autenticare e legittimare i loro provvedimenti amministrativi, per cui la valenza pubblica delle scritture notarili fu d'importanza fondamentale nel processo stesso di evoluzione dei comuni, entro i cui organismi governativi la corporazione vide accrescere notevolmente il proprio potere di rappresentanza.
L'accesso privilegiato alle istituzioni consentì ad un certo numero di notai di intraprendere la carriera politica ed in molti furono ripetutamente eletti nei consigli cittadini, a dimostrazione del grado di potenza raggiunto dalla categoria;
ciò che avviene a Firenze da questo punto di vista fu esemplare, visto che a partire dal 1282, con l'istituzione del Priorato delle Arti le corporazioni divennero l'entourage esclusivo da cui provenivano tutti gli eletti alle massime magistrature cittadine: un risultato eccezionale se si considera che lo stesso esercizio dell'attività politica venne subordinato all'iscrizione anche solo formale ad una delle Arti. 
Va comunque precisato che considerare l'attività politica il naturale sbocco di questa professione vista nel suo complesso sarebbe fuorviante; certe cariche come quella di cancelliere o estensore di verbali vennero riservate ad un'élite che fondava il suo prestigio sull'alto grado di preparazione ed i rapporti personali con il ceto dirigente. Così accanto a certe famiglie di notai che monopolizzarono per anni queste cariche, la stragrande maggioranza dei notai, svolse solo in modo episodico, anche se frequente, un incarico in qualche ufficio pubblico, anche perché il continuo ricambio del personale amministrativo che imponeva una permanenza non superiore ai sei mesi, impedì per tutto il XIII secolo l'identificazione di una singola persona con un ufficio.

## Membri celebri
Tra i membri più celebri che appartennero alla corporazione si possono ricordare: il giudice Sanzanome (che scrisse una delle prime storie di Firenze), Brunetto Latini, Coluccio Salutati e Francesco Guicciardini. Erano figli di notai artisti come Masaccio o Filippo Brunelleschi.

## I patronati
L'arte dei Giudici e Notai protesse dal 1403 l'ospedale di San Paolo, sul portale del quale si vede ancora uno stemma della corporazione. 
Il patrono più antico è stato Sant'Ivo, del quale resta traccia in alcuni dipinti commissionati dall'Arte. Per il tabernacolo appartenente alla corporazione nella chiesa di Orsanmichele l'Arte fece invece realizzare una scultura di San Luca in bronzo dal Giambologna. Fu collocata solo nel 1601, in sostituzione della statua di analogo soggetto di Niccolò di Pietro Lamberti (1406), oggi al Museo del Bargello.